# ケンタウルス座ミュー星
ケンタウルス座μ星（ケンタウルス座ミューせい、μ Cen）はケンタウルス座にある3等星。B型主系列星で視等級は3.43等、ケンタウルス座の中では明るい方である。地球からの距離は約500光年。
μ星はν星、φ星とともに、『アルマゲスト』における「プトレマイオスの星表」より、バイエル、ハレーらによって伝統的に、ケンタウルス座の星座の図像において "in dextro latere" - すなわち「右の脇腹」とみられていた。μ星はその "media" - 中央星とされている。

## 物理的性質

### 運動
ケンタウルス座μ星の自転速度は、恒星が遠心力で崩壊する速度の85%に及ぶ秒速194kmで、わずか11.615時間で回転している高速自転星である。この高速回転のため、赤道半径が極半径よりも26%長く、赤道方向に大きく膨らんだ回転楕円体となっている。極付近の表面温度17,600Kに対して、赤道付近は23,000Kまで加熱されている。逆に、極付近の重力の強さは赤道付近よりも強い。また、μ星の自転軸は地球に対して19±3°傾いている。

### スペクトル
ケンタウルス座μ星のスペクトル型は B2Vnpe で、幅の広い輝線がみられるB型特異星であることを示している。この星のスペクトルに見られる特異な輝線は、高速で自転しているため恒星の周辺に形成されたガスの円盤によるものである。

### 変光性
μ星はカシオペヤ座γ星型変光星で、0.503日周期の非動径脈動が認められる。その他にも、さらに類似した、3つの変光周期があり、その内の2つは周期が短く、一方は0.28日周期である。恒星表面での爆発が、周辺のガスの供給につながるとされている。これらの爆発の間、現れる一過性の周期の可能性がある。

### その他
推定年齢は約2000万年である。表面温度は22,410Kで、その表面温度だと恒星は青白く光る。また、スペクトル型と固有運動から、この恒星はさそり－ケンタウルス座運動星団に属すると推測されている。